# プリミティヴ・クール
『プリミティヴ・クール』（Primitive Cool）は、ミック・ジャガーが1987年に発表した2作目のソロ・アルバム。

## 解説
ミック・ジャガーは、映画『殺したい女』（1986年公開）の主題歌「Ruthless People」を提供。同曲はジャガー、デイヴ・スチュワート（ユーリズミックス）、ダリル・ホールの共作で、ジャガーのソロ・シングルとしても発表された。そして、ジャガーはユーリズミックス結成前の1970年代前半からお気に入りのミュージシャンだったデイヴ・スチュワートを共同プロデューサーの1人として起用して、本作を制作。前作『シーズ・ザ・ボス』に引き続いて、ジェフ・ベックが参加した。
1988年、ジャガーは日本とオーストラリアで初のソロ・ツアーを行い、本作にも参加したジミー・リップ、ダグ・ウィンビッシュ、サイモン・フィリップスらが帯同。ジェフ・ベックはツアーには不参加となったため、ジョー・サトリアーニがリードギターを担当した。

## 収録曲
特記なき楽曲はミック・ジャガー作詞・作曲。
1. スローアウェイ - "Throwaway" - 5:03
2. レッツ・ワーク - "Let's Work" (Mick Jagger, David A. Stewart) - 4:50
3. ラジオ・コントロール - "Radio Control" - 3:56
4. セイ・ユー・ウィル - "Say You Will" (M. Jagger, D. A. Stewart) - 5:07
5. プリミティヴ・クール - "Primitive Cool" - 5:50
6. コウ・トウ - "Kow Tow" (M. Jagger, D. A. Stewart) - 4:55
7. シュート・オフ・ユア・マウス - "Shoot Off Your Mouth" - 3:35
8. ピース・フォー・ザ・ウィキッド - "Peace for the Wicked" - 4:02
9. パーティー・ドール - "Party Doll" - 5:20
10. ウォー・ベイビー - "War Baby" - 6:39

## 参加ミュージシャン
- ミック・ジャガー - ボーカル、ギター、パーカッション、ハーモニカ
- ジェフ・ベック - ギター
- G.E.スミス - ギター
- ダグ・ウィンビッシュ - ベース
- サイモン・フィリップス - ドラムス
- フィル・アシュリー - キーボード
- リチャード・コットル - キーボード

### アディショナル・ミュージシャン
- ジム・バーバー - リズムギター
- ジミー・リップ - リズムギター
- デイヴ・スチュワート - リズムギター
- ヴァーノン・リード - リズムギター
- ディーン・ガルシア - ベース
- オマー・ハキム - ドラムス
- パット・セイモア - キーボード
- デンジル・ミラー - キーボード
- グレッグ・フィリンゲインズ - キーボード
- デイヴィッド・サンボーン - サックス
- ビル・エヴァンス - サックス
- ジョン・ファディス - トランペット
- シーン・キーン - フィドル
- パディ・モロニー - ホイッスル、イーリアン・パイプ
- キース・ダイアモンド - プログラミング
- オーレ・ロモ - プログラミング
- シンディ・ミゼル - バッキング・ボーカル
- クレイグ・デリー - バッキング・ボーカル
- ジョセリン・ブラウン - バッキング・ボーカル
- ブレンダ・キング - バッキング・ボーカル
- The Harrison Collage Choir - バッキング・ボーカル